# Dörögdy Miklós (bábművész)
Dörögdy Miklós (Budapest, 1941. november 11. – Budapest, 2012. december 18.) magyar bábművész.

## Életpályája
A Bábszínészképző Tanfolyamot  1962-ben végezte el. 1960-tól az Állami Bábszínházban szerepelt, 1963-tól egy évadig a Petőfi Színpad foglalkoztatta. 1964-től ismét az Állami Bábszínház, majd 1992-től a jogutód Budapest Bábszínház művésze volt. Több európai országban, valamint Kubában, Indiában, Kínában és Ausztráliában is szerepelt. Munkásságát 1977-ben Bábszínházi Aranygyűrűvel ismerték el, 1994-ben a Magyar Köztársasági Arany Érdemkeresztjét vehette át.

## Fontosabb színházi szerepei
- Horgas Béla: Odüsszeusz, a tengerek vándora... Odüsszeusz
- Grimm fivérek: Hófehérke... Vidor
- Alekszej Konsztantyinovics Tolsztoj – Jékely Zoltán: Fajankó... Karabarabás
- Jevgenyij Vasziljevics Szperanszkij – Jékely Zoltán: Világszépe... Cár
- Petőfi Sándor – Szilágyi Dezső: János vitéz... A francia király; Óriáskirály
- Alfred Jarry – Balogh Géza: Übü király... Poszomány kapitány
- Urbán Gyula: A kacsalaki rejtély... Tacskó Tomi
- Tóth Eszter: Csizmás kandúr... Csizmás kandúr
- Franz von Pocci – Tersánszky Józsi Jenő: A varázshegedű... Gazda; Erdő szelleme
- Arany János – Gáli József: Rózsa és Ibolya... Vén Kóró király
- Illyés Gyula: Tűvé-tevők... Gazda
- Lyman Frank Baum: Óz, a nagy varázsló... Nagypapa; Mumpic tudós
- E. T. A. Hoffmann: Diótörő... Egérkirály
- Lázár Magda: 	Ármányos puncs-pancs... Miaurizio di Mauro, kandúr
- Szabó Magda – Kardos G. György: Tündér Lala... Aterpater, varázsló

## Filmek, tv
- Nyúl a cilinderben (1982)
- A tücsök hegedűje (1983)
- Kinizsi (1983)
- Csipike, az óriás törpe (1984)
- Tapsikáné fülönfüggője (1985)
- Árgyílus királyfi és Tündér Ilona (1985)
- A csodálatos nyúlcipő (1987)
- Dús király madara (1988)